# 朴子街
朴子街為台灣日治時期1920年至1945年間存在之行政區，轄屬臺南州東石郡。今嘉義縣朴子市之大部份。

## 行政區劃

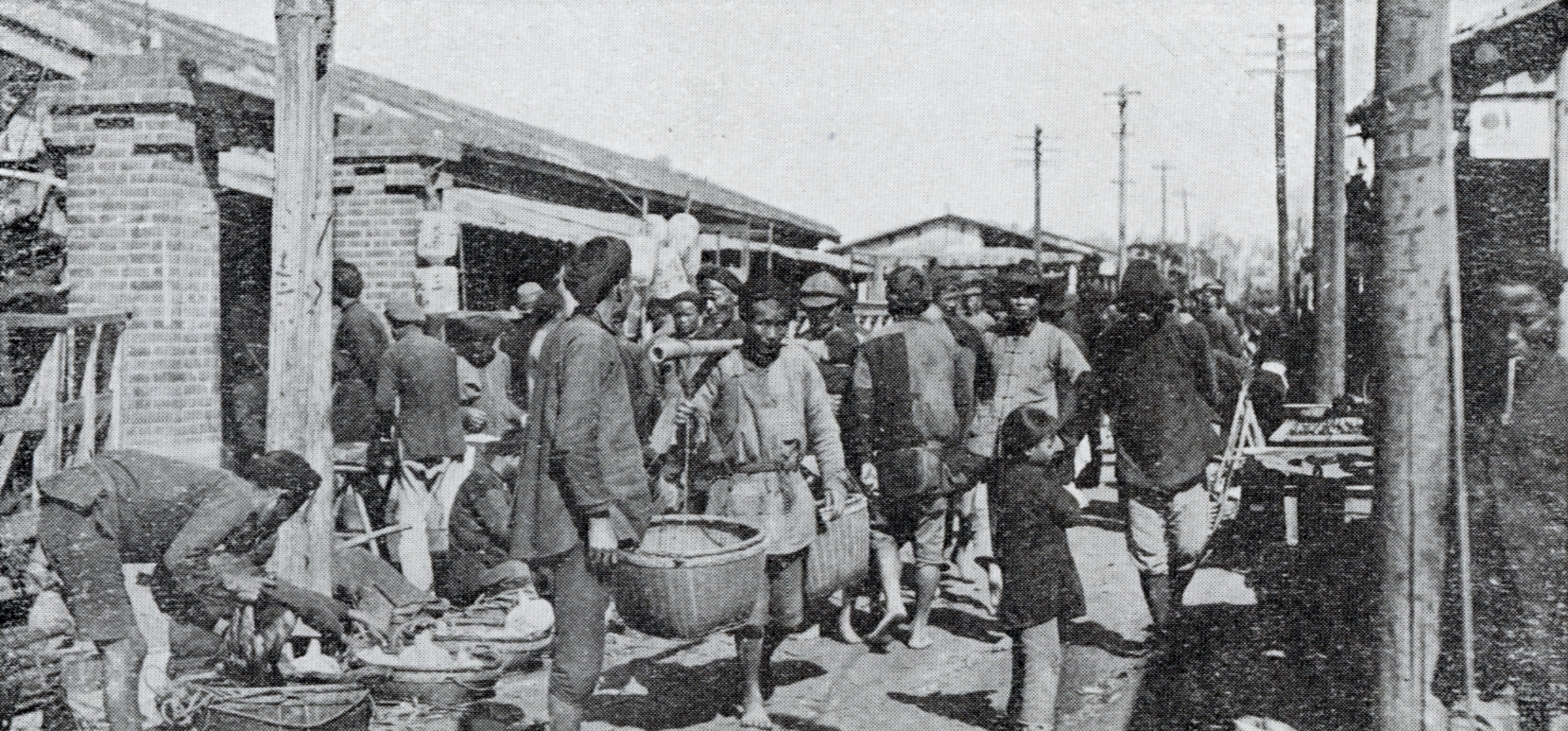
約1930年代的東石郡朴子街市場。

朴子街在清治時期及日治時期初期屬大槺榔西堡、大坵田西堡的30街庄。於1895年8月，屬臺灣民政支部嘉義出張所；1896年4月改隸臺南縣；1897年6月隸屬嘉義縣，1898年6月改隸臺南縣，1901年11月改隸嘉義廳樸仔脚支廳。1904年2月20日，嘉義廳實施街庄整併，整併為以下12街庄，並分屬樸仔脚區、大槺榔區、鴨母藔區：
- 大槺榔西堡：樸仔脚街、下竹圍庄、雙溪口庄、大槺榔庄、小槺榔庄
- 大坵田西堡：𧃽菜埔庄、崁前庄、崁後庄、龜仔港庄、鴨母藔庄、吳竹仔脚庄、新庄

1905年7月1日，樸仔脚區、大槺榔區、鴨母藔區合併為「樸仔脚區」。1920年10月1日，原堡里之行政區廢除，街庄改為大字；而「樸仔脚」改稱「朴子」，並將上述12街庄合併為臺南州東石郡「朴子街」，街轄域內分為朴子、下竹圍、大槺榔、小槺榔、雙溪口、𧃽菜埔、崁前、崁後、鴨母寮、吳竹子脚、新庄、龜子港等12個大字。
二戰後，朴子街改制為「朴子鎮」。1962年，原屬義竹鄉的牛挑灣、南勢竹併入朴子鎮。
| 1900年11月                                                   | 1904年2月 | 1904年2月  | 1905年7月 | 1905年7月  | 1920年10月 | 1920年10月 | 1945年 | 1962年 |
| ------------------------------------------------------------ | --------- | ---------- | --------- | ---------- | ---------- | ---------- | ------ | ------ |
| 溪墘厝庄、後壁藔庄                                           | 大槺榔區  | 溪墘厝庄   | 樸仔脚區  | 溪墘厝庄   | 六脚庄     | 溪墘厝     | 六腳鄉 | 六腳鄉 |
| 下雙溪庄、三塊厝庄                                           | 大槺榔區  | 下雙溪庄   | 樸仔脚區  | 下雙溪庄   | 六脚庄     | 下雙溪     | 六腳鄉 | 六腳鄉 |
| 下竹圍庄、𧃽菜埔竹圍庄、新藔庄、同安藔庄、苦瓜藔庄、荷苞嶼庄 | 大槺榔區  | 下竹圍庄   | 樸仔脚區  | 下竹圍庄   | 朴子街     | 下竹圍     | 朴子鎮 | 朴子鎮 |
| 大槺榔庄                                                     | 大槺榔區  | 大槺榔庄   | 樸仔脚區  | 大槺榔庄   | 朴子街     | 大槺榔     | 朴子鎮 | 朴子鎮 |
| 小槺榔庄                                                     | 大槺榔區  | 小槺榔庄   | 樸仔脚區  | 小槺榔庄   | 朴子街     | 小槺榔     | 朴子鎮 | 朴子鎮 |
| 雙溪口庄、芋埔藔庄、下藔庄                                   | 大槺榔區  | 雙溪口庄   | 樸仔脚區  | 雙溪口庄   | 朴子街     | 雙溪口     | 朴子鎮 | 朴子鎮 |
| 樸仔腳街、內厝庄、望仔藔庄                                   | 樸仔脚區  | 樸仔脚街   | 樸仔脚區  | 樸仔脚街   | 朴子街     | 朴子       | 朴子鎮 | 朴子鎮 |
| 𧃽菜埔庄、糖藔竹圍庄                                         | 鴨母藔區  | 𧃽菜埔庄   | 樸仔脚區  | 𧃽菜埔庄   | 朴子街     | 𧃽菜埔     | 朴子鎮 | 朴子鎮 |
| 崁前庄、埔中央庄                                             | 鴨母藔區  | 崁前庄     | 樸仔脚區  | 崁前庄     | 朴子街     | 崁前       | 朴子鎮 | 朴子鎮 |
| 崁後庄                                                       | 鴨母藔區  | 崁後庄     | 樸仔脚區  | 崁後庄     | 朴子街     | 崁後       | 朴子鎮 | 朴子鎮 |
| 鴨母藔庄、張竹仔脚庄（過埤）                                 | 鴨母藔區  | 鴨母藔庄   | 樸仔脚區  | 鴨母藔庄   | 朴子街     | 鴨母寮     | 朴子鎮 | 朴子鎮 |
| 吳竹仔脚庄（吳厝）、陳竹仔脚庄                               | 鴨母藔區  | 吳竹仔脚庄 | 樸仔脚區  | 吳竹仔脚庄 | 朴子街     | 吳竹子脚   | 朴子鎮 | 朴子鎮 |
| 新庄、港仔墘庄                                               | 鴨母藔區  | 新庄       | 樸仔脚區  | 新庄       | 朴子街     | 新         | 朴子鎮 | 朴子鎮 |
| 龜仔港庄                                                     | 鴨母藔區  | 龜仔港庄   | 樸仔脚區  | 龜仔港庄   | 朴子街     | 龜子港     | 朴子鎮 | 朴子鎮 |
| 馬稠後庄、松仔脚庄、埤藔庄                                   | 鴨母藔區  | 馬稠後庄   | 樸仔脚區  | 馬稠後庄   | 鹿草庄     | 馬稠後     | 鹿草鄉 | 鹿草鄉 |
| 牛挑灣庄、無竹圍庄、瓦磘仔庄                                 | 南勢竹區  | 牛挑灣庄   | 南勢竹區  | 牛挑灣庄   | 義竹庄     | 牛挑灣     | 義竹鄉 | 朴子鎮 |
| 南勢竹庄                                                     | 南勢竹區  | 南勢竹庄   | 南勢竹區  | 南勢竹庄   | 義竹庄     | 南勢竹     | 義竹鄉 | 朴子鎮 |

## 歷任街長
- 黃媽典：1920年10月至1936年12月
- 藤黑總左衛門：1936年12月至1940年8月（曾任北港郡郡守）
- 田中郁：1940年8月至1944年12月（曾任永康庄庄長）
- 高瀨健次：1944年12月至1945年（曾任六腳庄庄長）[4]

## 學校
- 東石農業實修學校（今東石高中）
- 朴子尋常高等小學校→朴子國民學校（ 原址為東石國中舊址）
- 朴子公學校→朴子東國民學校（今朴子國小）
- 朴子女子公學校→大和公學校→大和國民學校（今大同國小）
- 鴨母寮公學校→鴨川國民學校（今竹村國小）

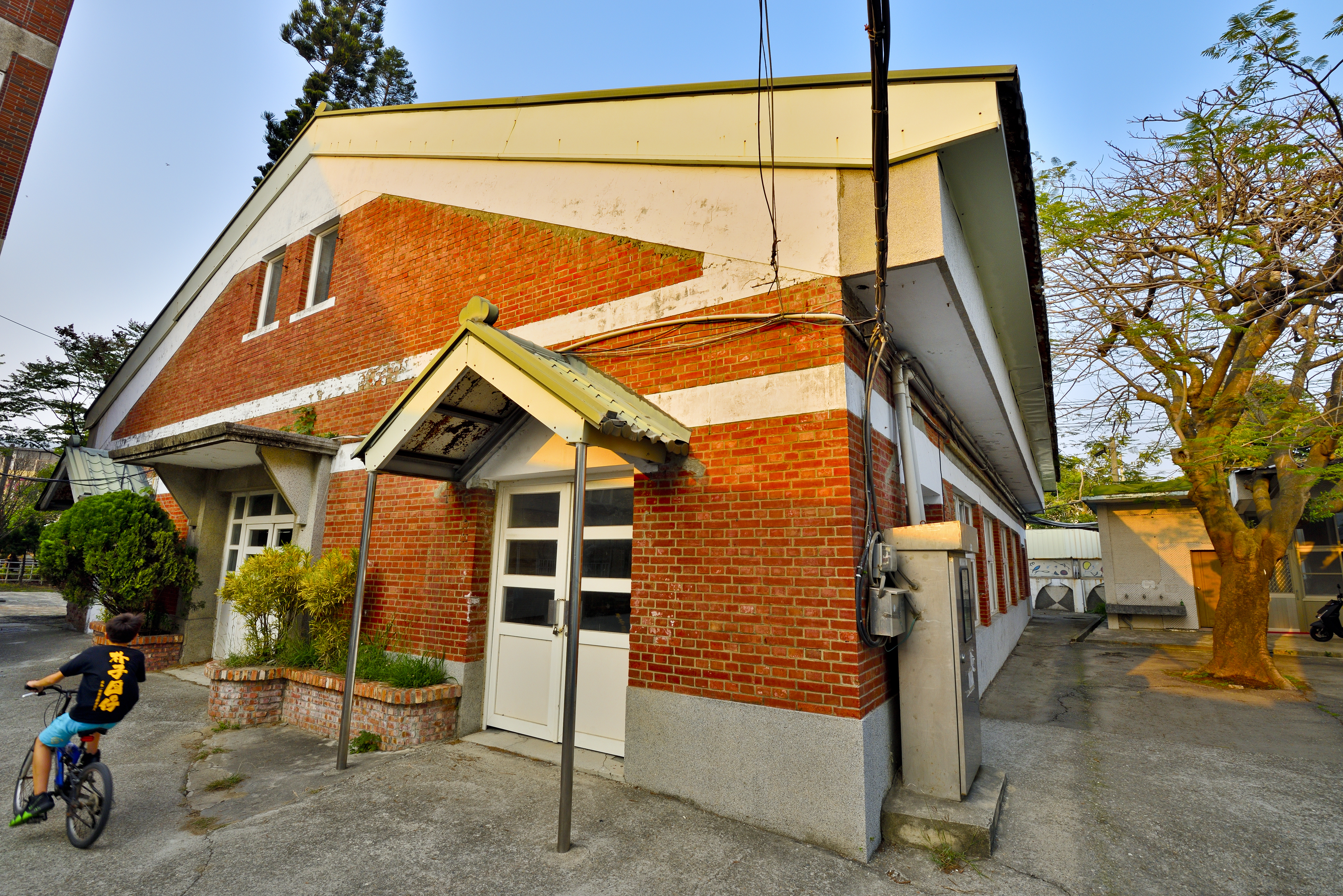
朴子國小舊禮堂
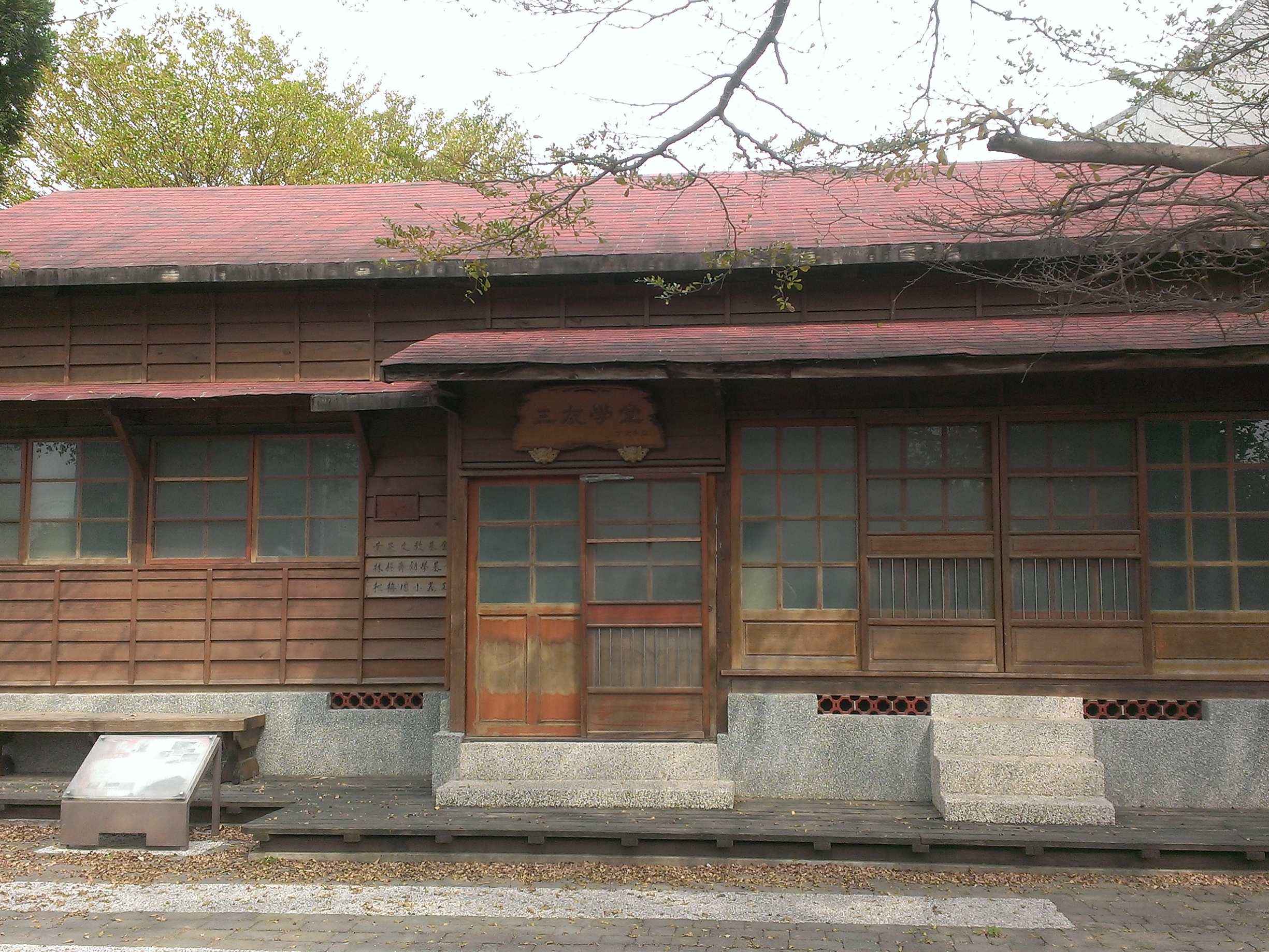
原牛挑灣公學校校長宿舍

## 設施
- 東石郡役所
- 朴子街役場（原位於朴子配天宮東廂房，1925年遷出並新建新廳舍）
- 朴子郵便局
- 臺南地方法院朴子出張所
- 朴子小賣市場
- 朴子魚市場
- 朴子家畜市場
- 朴子水道
- 東石神社
- 臺灣商工銀行朴子支店
- 朴子信用組合
- 朴子建築信用購買利用組合
- 朴子招魂碑（位在樸仔脚支廳北側，1934年重建）

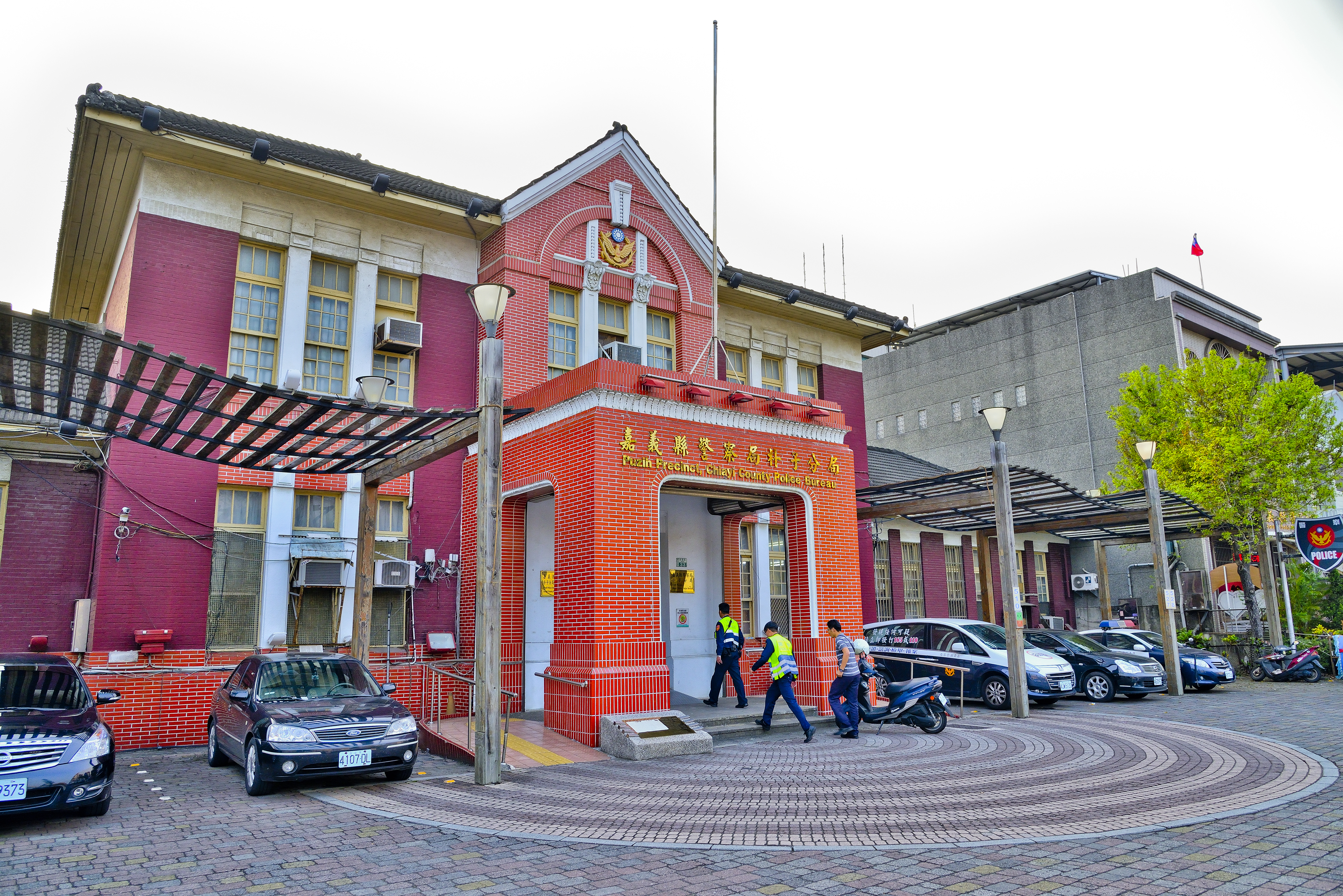
東石郡役所（原朴子分局）
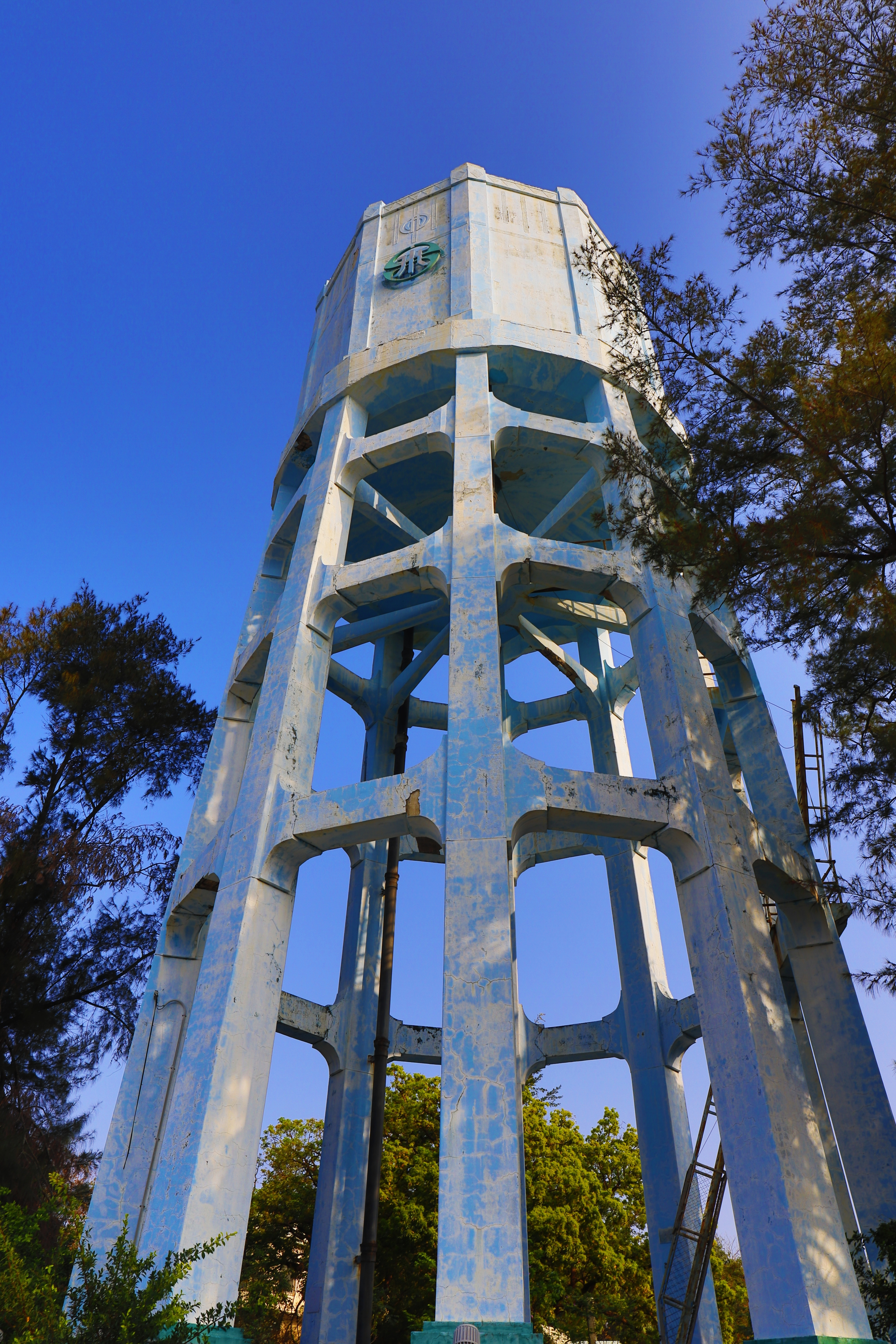
朴子水道配水塔
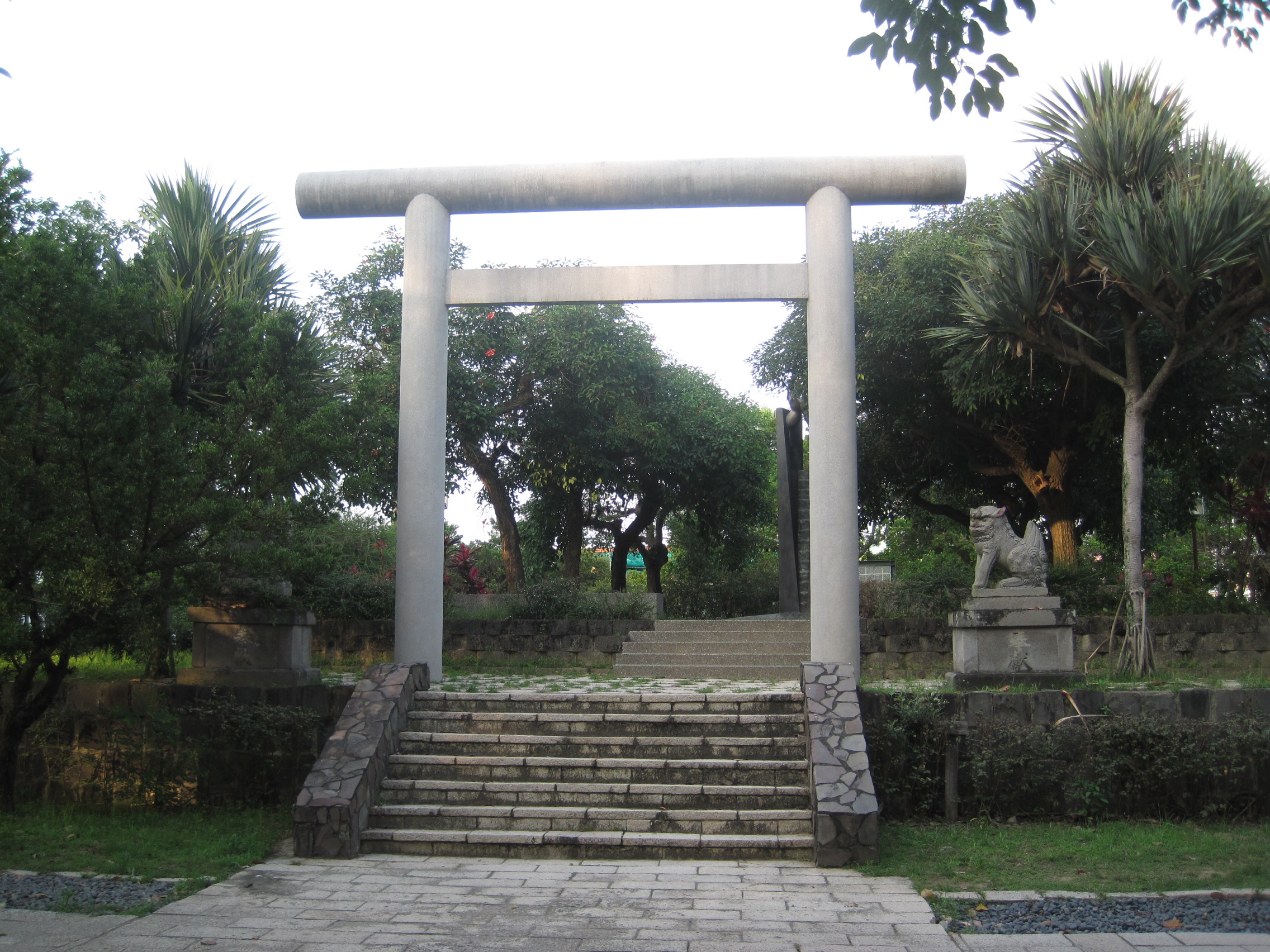
東石神社鳥居